# Hypanus longus
Hypanus longus ist eine Stechrochenart und lebt im Ostpazifik zwischen Baja California und Kolumbien.

## Merkmale
Hypanus longus hat eine rautenförmige Brustflossen-Scheibe, die etwas breiter als lang ist. Er erreicht Scheibenbreiten von maximal 1,6 m bei Gesamtlängen bis 2,6 m und Gewichten bis 46 kg. Die vorderen Seiten der Scheibe sind gerade und treffen an der Schnauze in stumpfen Winkel aufeinander. Der Schwanz ist meist mehr als doppelt so lang wie die Scheibe und trägt einen Giftstachel auf der Oberseite. Bei vielen gefangenen Exemplaren war der Schwanz durch Bruch verkürzt. Die Färbung der Scheibenoberseite variiert zwischen rotbraun und dunkelgrau, die Unterseite ist hell. 

## Lebensweise
Der Rochen lebt küstennah über sandigem Grund und in Fels- und Korallenriffen in Tiefen bis 90 m. Dort jagt er riff- und bodenbewohnende Knochenfische und Wirbellose, unter Letzteren insbesondere Fangschreckenkrebse, Zehnfußkrebse und Weichtiere. Er ist ovovivipar mit Würfen von ein bis fünf Jungtieren, die mit einer Scheibenbreite von etwa 40 cm in der Regel im Spätsommer in Flachwasser nach zehn bis elf Monaten Tragezeit geboren werden.
Der Stich seines Giftstachels kann Menschen verletzen, unter Umständen auch töten. Oft wird er von Küstenfischern mit Baumkurren, Langleinen oder Stellnetzen eingebracht. In Mexiko wird er frisch, getrocknet oder eingesalzen vermarktet. Da die Zahl gefischter Rochen im Verbreitungsgebiet nicht nach Art unterschieden vorliegt, wird der Gefährdungsstatus von der IUCN mit DD (Daten Defizit) bewertet.

## Systematik
Die Rochenart wurde im Jahr 1880 durch den US-amerikanischen Ichthyologen Samuel Garman unter der wissenschaftlichen Bezeichnung Trygon longa beschrieben, später dann der Gattung Dasyatis zugeordnet. Bei einer Mitte 2016 erfolgten Revision der Dasyatidae wurde die Art in die Gattung Hypanus gestellt.